# Lerista neander
Lerista neander este o specie de șopârle din genul Lerista, familia Scincidae, descrisă de Storr 1971. Conform Catalogue of Life specia Lerista neander nu are subspecii cunoscute.